# Шпионски бъркотии
„Шпионски бъркотии“ (на английски: Spies in Disguise) е американска компютърна анимация от 2019 година, продуциран от Blue Sky Studios и разпространяван от 20th Century Fox. Вдъхновен от късометражния анимационен филм Pigeon: Impossible от Лукас Мартел, филмът е режисиран от Трой Куейн и Ник Бруно, по сценарий на Брад Коупланд и Лойд Тейлър, по идея на Синди Дейвис. Актьорския озвучаващ състав се състои от Уил Смит, Том Холанд, Рашида Джоунс, Бен Менделсън, Риба Макинтайър, Рейчъл Броснанан, Карън Гилън, Ди Джей Халед и Маси Ока. Сюжетът във филма се разказва за един таен агент (озвучен от Смит), който случайно е превърнат в гълъб от интелигентен млад учен (озвучен от Холанд).
Премиерата на филма е във Театър „Ел Капитан“ на 4 декември 2019 година, и е пуснат по киносалоните в Съединените щати на 25 декември 2019 г. и получи смесени отзиви от критиците, с похвала на анимацията, музиката, хумора и озвучаващите изпълнения (включително Смит и Холанд. Спечели 171.6 милиона с бюджет от 100 милиона.
Това е последният филм на Blue Sky Studios преди да бъде закрит на 7 април 2021 г., и беше единственият филм на Blue Sky да бъде пуснат след придобиването на Дисни.

## Озвучаващ състав
- Уил Смит – Ланс Стърлинг
- Том Холанд – Уолтър Бекет
- Бен Менделсън – Килиан
- Рашида Джоунс – Марси Капел
- Риба Макинтайър – Джой Дженкинс
- Рейчъл Броснанан – Уенди Бекет
- Карън Гилън – Очи
- Ди Джей Халед – Уши
- Маси Ока – Катцу Кимура
- Карла Джименез – Жералдин

## В България
В България филмът е пуснат на екран на 27 декември 2019 г. от Александра Филмс в 3D формат.